# Gornovac
Gornovac (cyr. Горновац) – wieś w Serbii, w okręgu pczyńskim, w gminie Trgovište. W 2011 roku liczyła 40 mieszkańców.